# Parvularia atlantis
Parvularia atlantis é uma ameba filopodiada que foi isolada de um lago em Atlanta e depositada na American Type Culture Collection (ATCC) sob o nome Nuclearia sp. ATCC 50694 em 1997 por TK Sawyer. Foi classificada no género Nuclearia e assemelha-se morfologicamente à espécie Nuclearia, embora seja mais pequena (o diâmetro do corpo celular mede aproximadamente 4 μm em comparação com as espécies de Nuclearia, que variam entre 9 -60μm). Posteriormente foi determinado que filogeneticamente pertence a uma nova linhagem de nuclearídeos., distantemente relacionado com os géneros Nuclearia e Fonticula - os outros dois géneros de nuclearídeos anteriormente descritos.
Assim, Parvularia atlantis surgiu como um novo género e uma nova espécie no início de Holomycota, que contém um conjunto de características filogenéticas e morfológicas que tornam esta espécie única. P. atlantis alimenta-se de bactérias em forma de bastonete e apresenta células uni ou binucleadas. Durante o seu ciclo de vida, o P. atlantis pode formar células císticas esféricas que contêm uma camada extracelular incorporada. P. atlantis não é o primeiro caso em que uma ameba filopodiated foi atribuída erradamente ao género Nuclearia. A ameba Capsaspora owczarzaki foi anteriormente descrita, bem como uma Nuclearia, até que as abordagens filogenéticas colocaram Capsaspora fora de Holomycota, dentro de Holozoas .
Os seus dados transcriptómicos já estão disponíveis.